# Daniel Argimon
Pour les articles homonymes, voir Argimon.
Daniel Argimon i Granell (Barcelone, 1929-1996) est considéré comme l'un des plus importants représentants de l’informelisme catalan. Peintre, graveur et lithographe, il a également abordé la création cinématographique et la sculpture, et a enseigné la lithographie à l'Escola d'Arts i Oficis de Barcelone (Llotja). Personnalité engagée politiquement et socialement, il a participé à la fondation de plusieurs associations d’artistes dédiées à la défense de la profession. Ses œuvres ont été exposées de par le monde et sont conservées dans de nombreux musées et collections publiques d’art contemporain d’Europe et d’Amérique.
Les étapes les plus significatives de son parcours montrent un fort ancrage dans le mouvement informeliste qui se manifeste par la manipulation de la matière, l’utilisation du collage, le goût pour les textures et l’emploi d’objets de détritus. L'action du feu sur les matériaux incorporés dans ses toiles est un signe distinctif de son œuvre.

## Biographie

### Jeunesse
Daniel Argimon naît le 20 juin 1929 à Barcelone. Vers 1945, il réalise ses premiers dessins et, déterminé à se consacrer à l'art, il suit des cours du soir de dessin et de peinture à l'Escola Massana en tant qu'étudiant libre. Son grand-père maternel dirige une maison d'édition dédiée à la reproduction d'images religieuses où Argimon travaille de 1952 à 1956 au service technique (choix du papier, couleur, etc.), activité qui influencera sa carrière.
En 1955, Argimon épouse Josefa Maza Meneses avec qui il aura six enfants.
Par nécessité économique, Argimon est obligé de s’engager dans différents emplois éloignés du monde artistique, dont un poste à l’usine Seat (1957-1963). Le contact avec la réalité ouvrière aura un impact sur sa pensée, sur sa vision du monde et sur ses œuvres,,.
En 1958, il entre en contact avec le monde de l'art barcelonais et participe à sa première exposition collective à l'Ateneo Colón de Poble Nou (Barcelone). Une année plus tard, Argimon rencontre Juan-Eduardo Cirlot, poète et critique d'art, qui non seulement soutient l'émergence des nouveaux mouvements artistiques catalans de l'époque, mais aide également le peintre sur le plan personnel et professionnel,,.
Sa première exposition solo a lieu à la galerie Kasper, à Lausanne (1961). Actif dans les cercles barcelonais qui réunissent des jeunes artistes, Argimon est membre fondateur des Ciclos de Arte de Hoy (1962) et participe à l’exposition initiale du groupe au Cercle Artístic de Sant Lluc. La même année, il remporte le premier accessit du Prix de dessin Joan Miró.
Dès le début de années 60, Argimon présente ses œuvres individuellement en Espagne (Ibiza, Oviedo, Madrid, Barcelone, Tarragone) et au Miami Museum of Modern Art (1964). À l'occasion de l'exposition à l'Ateneo de Oviedo (1964), le critique Cesáreo Rodríguez Aguilera publie une courte monographie de l'artiste.

### L’année parisienne
Primé par le cercle Maillol de l'Institut français de Barcelone, Argimon reçoit une bourse du gouvernement français pour un séjour à Paris en 1965-1966, où il étudie la lithographie à l'École des Beaux-Arts et s'immerge dans les nouvelles tendances artistiques européennes, tant plastiques que littéraires et cinématographiques. Il participe à de nombreuses expositions collectives en France, notamment au Salon des Réalités Nouvelles à Paris. En Espagne, il présente ses oeuvres à Barcelone aux côtés de Colita, Curós, Galí, Guinovart, Maspons, Ràfols Casamada, Tharrats et Vallès dans l’exposition Evocació del Modernisme (Évocation du Modernisme), et dans l’exposition à l'Institut français de Barcelone, Convergencias entre el pensamiento y la plástica actuales (Convergences entre la pensée et la plastique actuelles), avec Cardona Torrandell, Cuixart, Guinovart, Puig, Gubern, Ràfols Casamada et Todó. En 1965, les villes de Santander, Ibiza et Fort Lauderdale (États-Unis) accueillent également des expositions en solo de l’artiste,.
Une deuxième monographie consacrée à l'œuvre du peintre est publiée en 1965 avec des textes d'Areán, Cirlot, Puig et Rodríguez Aguilera.
À son retour de Paris en 1967, le peintre associe l’enseignement à son activité artistique, en travaillant comme professeur de dessin au Lycée français de Barcelone jusqu'en 1986. Cette même année, Argimon édite son premier portfolio d’aigueforts, El coure amb l'àcid i la resina : 5 resultats (Le cuivre avec l’acide et la résine : 5 résultats), avec une introduction de Roland Barthes, et débute ainsi une activité dans le domaine de l’œuvre graphique qu’il poursuivra tout le long de sa carrière.

### L’expérience new-yorkaise et le cinéma
Un an plus tard, l'Institute of International Education lui accorde une bourse qui lui permet de passer neuf mois à New York (1968-1969), où il perfectionne ses connaissances en sérigraphie au Pratt Center Institute. Aux États–Unis, le peintre fait la connaissance d’artistes tels que Robert Rauschenberg, Johns, Dine et Warhol, et s’intéresse au cinéma underground, ce qui l’emmène à réaliser deux films : Nueva York (8 mm, couleur) et Ibiza Single 8 (super 8, couleur). Pendant son séjour en Amérique, il parcourt les États-Unis et se rend au Mexique où il entre en contact avec les peintres Rojo, Tamayo et Cuevas, entre autres,.
Dès son retour en Espagne, sa vocation pour le cinéma se manifeste à nouveau en 1969 avec un troisième film, Flash 69 (super 8, noir et blanc), produit par Santos Aparicio. En 1970, dans le cadre de sa collaboration avec l'atelier d'architecture de Ricardo Bofill, qui l'amène à réaliser une vaste peinture murale pour les habitations conçues par cet architecte à Moratalaz (Madrid), Argimon tourne un autre court métrage, Moratalaz (super 8, couleur), produit par l'atelier d'architecture lui-même. Trois ans plus tard, en 1973, il réalise Homenatge a Rimbaud (Hommage à Rimbaud) (16 mm, couleur), court métrage parrainé et produit par le Deutsches Institut de Barcelone, avec une bande sonore du compositeur Joan Guinjoan,.

### Travaux d'estampe
À partir de 1969, et en parallèle à son activité picturale, Argimon intensifie son travail dans le domaine de l’estampe artistique : il réalise l’album Equidistancias (Équidistances), qui contient cinq sérigraphies introduites par un texte d'Enrique Salgado (1969), et conçoit le livre De oca a oca (Le jeu de l'oie) avec des photographies de José Adrián. Un an plus tard, il présente La Noticia (La Nouvelle), un album de cinq lithographies, publié par Santos Aparicio avec un poème de José Agustín Goytisolo, et fait le design du livre du poète Ramon Canals, Poemes de 7 i no res (Poèmes légers). En 1971, un album de cinq sérigraphies est publié sous le titre DA 55-71. Douze gravures avec un texte d'introduction d'Anna-Maria Moix sont rassemblées dans le dossier Consejos (Conseils), publié par Pascual Fort en 1975. En 1977 il réalise un nouvel album avec cinq eaux-fortes, intitulé Eines (Outils) (La Polígrafa, Barcelone), et publie en 1983 Objets de la Nuit (Editart, Genève), avec une eau-forte et un poème de José Ángel Valente. Dans le même domaine artistique, l'Union Régionale pour le Développement de la Lithographie d'Art (URDLA) l'invite dans ses ateliers de Lyon pour réaliser une édition de lithographies (1989). Outre les travaux mentionnés, l'artiste produit un grand nombre d'estampes isolées tout le long de sa carrière.
Dans le domaine de l’estampe, deux expositions individuelles sont à signaler : celle qui présente l'œuvre graphique complète de l'artiste (1988, Ulm, Allemagne), et celle organisée par le Museo Nacional de la Estampa à Mexico (1991) où une collection des estampes réalisées entre 1975 et 1991 est exhibée.
Son œuvre graphique sera présente également dans de nombreuses expositions collectives internationales dont Mini Print Internacional (Séoul, 1988) et Anthologie Estampes Originales (Lyon, 1995). Enfin, en Espagne, il convient de mentionner sa participation à des collectives telles que El Gravat de Creació. Calcografia contemporània a Catalunya (La gravure de création. Chalcographie contemporaine en Catalogne, Barcelone, 1983) et Bicentenario de la Litografía (Bicentenaire de la Lithographie, Madrid, 1996). En 1983, il reçoit le premier prix de gravure Mini Print Internacional (Cadaqués), qui reconnaît son parcours dans le domaine de l’oeuvre graphique.
En 1973, il est nommé professeur de lithographie à l’Escola d’Arts Aplicades i Oficis Artístics (Llotja) de Barcelone, où il enseigne jusqu’à sa retraite en 1995.

### Années de plénitude
À partir de 1976, Argimon concilie son travail entre Barcelona et les Terres del Montsià (Tarragone), d'abord à Les Cases d'Alcanar et par la suite dans son atelier du Mas Ganda à Alcanar.
Il réalise de fréquents voyages à travers l’Espagne et à l'étranger pour présenter ses œuvres en expositions individuelles ou collectives. En solo il expose aux Pays-Bas, en Suisse, en France, en Italie, en Allemagne et au Mexique. En 1994, l'Instituto Cervantes organise une exposition de son œuvre, qui fait le tour de plusieurs villes du Moyen-Orient : Damas, Beyrouth, Amman, Le Caire et Alexandrie.
Parmi les expositions individuelles en Espagne, il convient de mentionner celles qui se sont tenues à Barcelone : à la galerie Joan de Serrallonga (1978), à la galerie Àmbit (1987 et 1990), à l'Institut français (1991), ainsi que la vaste présentation de ses derniers travaux en 1994 dans la salle d’expositions du Banco Bilbao Vizcaya (BBV),.
Au cours de cette période, l'œuvre d'Argimon est également présente dans plusieurs expositions collectives à l'étranger dont celles organisées au Mexique (Constantes del Arte Catalán Actual-Constantes de l’Art Catalan Actuel, Monterrey, 1991) ou à Paris (Autour d'Arrabal, 1991).
Au niveau national, il participe aussi à de nombreuses expositions collectives telles que Amnistia, Drets Humans i Art (Amnistie, Droits Humains et Art, Barcelone, 1976), Homenaje a Picasso (Hommage à Picasso, Malaga, 1977), Homenaje a María Zambrano (Hommage à María Zambrano, Madrid, 1989), L’informalisme a Catalunya (L’informelisme en Catalogne, exposition itinérante, 1990), Hommage à Sartre 1965 (Barcelone, 1994).
Durant ces années, l'œuvre de l'artiste fait l'objet de trois nouvelles monographies par Josep Vallés Rovira (1976), Lourdes Cirlot (1988) et Francesc Miralles (1993). Un dossier monographique posthume est rédigé par Arnau Puig (1997).

### Engagement en faveur des artistes
Dès les années 80, Argimon exerce différentes fonctions et activités pour la défense des droits des artistes plasticiens. En 1982, il est nommé président de la Federació Sindical d'Artistes Plàstics de Catalunya (F.S.A.P.C.), dont les principaux objectifs sont la représentation et la promotion des intérêts économiques, sociaux, professionnels et culturels des artistes. Argimon occupe ce poste de 1982 à 1984 et est réélu en 1987 pour cinq ans. En 1990, il est nommé membre du conseil d'administration de la société des auteurs plasticiens, la VEGAP (Visual Entidad de Gestión de Artistas Plásticos), présidée par Albert Ràfols Casamada,,,.

### Expositions posthumes
Le 21 novembre 1996, Argimon décède à Barcelone, victime d'un cancer. À sa mort, la critique évoque l'importance de l'artiste dans le panorama de l’informelisme catalan,. Son œuvre continue d'être présentée dans des expositions tant en solo que collectives. Parmi les premières, on peut citer celles qui se sont tenues au Centre d'Art Santa Mònica de Barcelone (1997), au Museu d'Art Modern de Tarragone (1998) et à l'Institut français de Barcelone en commémoration du dixième anniversaire de sa mort (2006).

## Parcours artistique

### À la recherche d’un langage personnel
Intéressé très tôt par des artistes comme Van Gogh, Nonell, Braque, Picasso et Chagall, Argimon réalise ses premiers dessins et peintures à l'huile vers 1945 — les paysages sont travaillés au pinceau et au couteau à palette pour obtenir des empâtements épais — et adopte à partir de 1954 un langage moins figuratif, avec une forte présence de la couleur, où l'on retrouve l'influence de Miró et de Kandinsky. Ces premières œuvres montrent déjà l'utilisation du collage, une technique que le peintre explorera tout au long de sa carrière artistique. Cependant, ce n'est qu'en 1958, selon J.-E. Cirlot, qu'Argimon atteint « dans la non-figuration, une technique et une image personnelles », avec une simplification de la composition et une élimination de la couleur dont le but était, selon les propres termes de l'artiste, « d'obtenir une peinture aussi grise que l'existence »,,.

### L'étape informeliste (1958-1967)
Pendant près d'une décennie, Argimon évolue principalement au sein de l'informelisme, faisant preuve d'une volonté constante d'innover et d'expérimenter avec les matériaux et les techniques, bien que certaines caractéristiques de sa production le rapprochent également des propositions du Pop Art américain et du Nouveau Réalisme français. L'adoption du langage informel « signifiait une rupture, une transformation et une lutte face aux positions esthétiques établies et face aux turbulences sociales ».
Au début des années 1960, Argimon travaille sur une peinture matérique, en utilisant des mélanges de pigments, de résidus de marbre, de plâtre, de latex et de chaux. Ces matériaux sont incorporés aux toiles par des accumulations et des coulures cendrées et noirâtres qui leur donnent densité et corporéité,.
En 1962, le peintre réalise une série d'œuvres dans lesquelles il récupère de vieux objets — portes, stores ou morceaux de bois —  qui, décontextualisés, deviennent des supports picturaux et des œuvres d'art presque sculpturales. Ces pièces sont soumises par Argimon à l'action du feu, un élément qu'il utilisera tout au long de sa carrière artistique pour modeler ses œuvres et qui caractérisera les périodes les plus emblématiques de sa production, comme l'ont souligné à plusieurs reprises les critiques en parlant de la « proéminence du feu » dans l’œuvre du peintre. Si, selon les périodes, le feu chez Argimon peut avoir un caractère destructeur ou transformateur, dans les années 1960, l’artiste utilise cet élément surtout pour son potentiel destructeur, comme instrument pour exprimer sa rébellion contre la situation politique et existentielle dans laquelle il vit, mais aussi comme moyen esthétique — le roussi est employé comme une couleur naturelle parmi d'autres. L'artiste lui-même soutient : « Je mets du bois et du fer brûlés dans ma peinture pour lutter contre cette société qui ne s'intéresse à rien ». Porta núm. 2, Fusta cremada, Encuny et Persiana sont quelques-unes de ses œuvres les plus représentatives de cette étape,.
Entre 1963 et 1967, sans abandonner son esthétique informelle, Argimon incorpore également des collages figuratifs dans ses œuvres et y insère même des messages textuels. En collant des coupures de journaux, des photographies, de la dentelle, de la toile de jute et des sous-vêtements féminins, il introduit des références au monde, à l'environnement et à la réalité. À travers ces matériaux, il révèle ses préoccupations existentielles, sexuelles et politiques, tout en dénonçant l'oppression et la décadence de la société qui l'entoure,. Les œuvres les plus emblématiques de cette période sont, d’après les critiques, Mao-Tsé-Tung (1964),,, Kruscov (1963), Estoy en una jaula sin barrotes (1965) et El Presidente (1966).
Tant par l'emploi des matériaux de son environnement que par l'utilisation du collage comme référence figurative, Argimon est l'un des premiers artistes catalans à s'approcher des Nouveaux Réalismes.

### Période figurative (1968-1976)
Son séjour aux États-Unis entre 1968 et 1969 marque un changement dans le langage pictural de l'artiste, qui s'ouvre progressivement à la figuration. De retour en Espagne, Argimon renonce temporairement à ses « interrogations existentialistes » et « s'ouvre à la couleur, incorporant dans ses œuvres des éléments figuratifs à la charge symbolique marquée ». À cette époque, l'informalisme connaît une période de déclin face aux nouveaux courants de l'art conceptuel, et l'artiste traverse une période d'inactivité et de réflexion qui l'amène à réorienter sa trajectoire.
Pendant près de dix ans, Argimon passe de l'expérimentation de la matière à la peinture acrylique, aux couleurs plates et vives et aux surfaces lisses, tandis que ses toiles se remplissent de silhouettes, souvent répétées ou en séquences sérielles,. Le peintre incorpore dans ses œuvres une iconographie élémentaire avec des figures en forme « d'énormes bottes destructrices, de personnages aux bras levés, de fusils menaçants, de pigeons abattus, d'éléments de la nature, de symboles sexuels » qui témoignent d'une claire influence du Pop Art. Par ces images directes, Argimon vise à dénoncer fermement les problèmes sociaux « à travers le langage des cris, de la douleur et de la déchirure ».

### Retour à l'informelisme: feu et collage (1977-1996)
À la fin des années 1970, avec la série Eines (Outils), l'artiste revient à l'informalisme : « les textures jouent à nouveau un rôle primordial dans la peinture d'Argimon, tandis que le thème n'est qu'un prétexte pour expérimenter des contrastes chromatiques intéressants et des contrastes figure-fond ». Cette longue période, caractérisée par un retour à la matière et une utilisation renouvelée du feu et du collage,,, est synthétisée dans l'œuvre des années 1990, années au cours desquelles Argimon se tourne vers le passé pour réfléchir à l'ensemble de son parcours créatif.

#### Emploi des déchets
En 1978, Argimon réalise une série d'œuvres-objets — très proches aux productions du Nouveau Réalisme — dans lesquelles il incorpore des déchets provenant de la vie quotidienne (bouteilles en plastique, journaux, allumettes, cartons, balais, bouts de charbon, morceaux de tissu, fils de fer ou verre cassé, entre autres). Il les métamorphose — en les noircissant, les ramollissant, les déformant — par l'action du feu, qu’il utilise à nouveau, et qui sera désormais très présent dans ses œuvres. À ce stade, le feu devient une arme créative qui n'agit plus seulement comme un élément agressif et destructeur, mais transforme les matériaux utilisés et leur donne un nouveau sens et une dimension esthétique. Le feu est maintenant un outil de travail, un instrument de création et de construction, un principe purificateur,,,. Des œuvres telles que Escombres (Balais, 1978), Pantalons (Pantalons, 1978) et Ampolles de plàstic (Bouteilles en plastique, 1978) illustrent le travail de cette étape.
Pendant cette même période, l'artiste crée également des boîtes-vitrines à l'intérieur desquelles on peut contempler les résidus de la civilisation industrialisée qui, ordonnés et exposés ironiquement comme s'il s'agissait d'objets de collection, représentent une critique claire de la société de consommation,,.

#### Incorporation du papier, composition et chromatisme
Au cours de cette étape, l'importance du feu va de pair avec celle du papier, qui cesse d'être « un simple support pour devenir un élément “pictural” ». Tissu ou papier journal, papier fin ou rugueux, carton ou cartonnette sont soumis à diverses manipulations telles que froisser, brûler, découper, peindre ou déchirer, et sont juxtaposés ou superposés aux toiles. L'artiste s'intéresse également aux qualités obtenues par l'action du feu sur le papier,. Toute référence à la réalité ayant disparue, le contraste entre la force du feu et la vulnérabilité du papier produit des œuvres « très sensibles et profondément expressives » qui rappellent la coincidentia oppositorum  — dont J.-E. Cirlot avait parlé dès les premiers pas de l'artiste — où s'unissent le luxe et la misère, la richesse ostentatoire et les cendres,.
Entre 1985 et 1987, Argimon expérimente également avec des épaisseurs de papier mâché qu’il incorpore à un support peint sur lequel il répand des coulures et des éclaboussures de peinture d'une couleur différente de celle du fond.
En termes de composition, les toiles des années 1980 sont structurées, sans rigidité, en schémas et figures géométriques, symétriques et rythmiques. L'artiste s'intéresse à l'expérience chromatique et s'ouvre à la couleur, avec de nouvelles combinaisons d'ocre jaunâtre, de rouges vifs, de verts turquoise et de nuances de bleu.
De cette période, les critiques mettent en avant, entre autres, les œuvres suivantes : Collage de paper de diari (Collage de papier journal, 1979), Pintura-collage (Peinture-collage, 1981), Mèxic (Mexico, 1981), Blau França (Bleu France, 1983) ou Collage sobre paper Kraff (Collage sur papier Kraff, 1983), Cor (Coeur, 1986), Creu de Quetzalcoalt (Croix de Quetzalcoalt, 1986) ou Quadres vermells (Carrés rouges, 1987).

#### Synthèse et expressivité intime
Les années 1990 conduisent Argimon à un regard rétrospectif sur son travail créatif et à une rencontre avec lui-même et avec la nature, suscitée par les longs séjours dans son atelier du Mas Ganda à Alcanar. C'est une période où, sur le plan existentiel, l'artiste doit « abandonner les références historiques collectives, se débarrasser de toute contingence, même des dynamiques sociales qui avaient été l'axe et le moteur de sa production » et se concentrer « sur sa propre référence vitale, intime et unique ».
Sur le plan technique, bien qu'Argimon continue à travailler avec des collages de matériaux hétérogènes — papier, carton ondulé, corde, toile de jute ou tissus de toutes sortes, entre autres — intégrés dans une surface picturale, on observe un retour à la peinture et un éloignement des séquences sérielles et géométriques des années quatre-vingt. Il laisse place à une « expressivité spontanée et libre » où « les coups de pinceau, les éclaboussures et les frottements sont distribués intuitivement sur la toile, sans autre contrôle que celui inhérent à l'expérience elle-même ».
À partir de 1994, la nature et les phénomènes naturels inspirent le peintre et donnent naissance à des œuvres dans lesquelles dominent « l'ocre de la terre ou le bleu profond de la mer » ou « de puissantes bichromies rouge-noir, rouge-bleu ». La surface de la toile est « fortement texturée avec des coulures et des éclaboussures typiques, ainsi qu’avec du carton ondulé ou de la toile de jute pleinement intégrés dans un ensemble compositionnel qui semble assumer, en plus de sa propre trajectoire, la tradition de l'arte povera ».
Les œuvres de la dernière période d'Argimon condensent et synthétisent les différentes étapes de sa carrière, tout en se rattachant clairement aux débuts de son travail artistique,,.